# Farquhar
L'atol Farquhar és part del grup Farquhar d'illes a les Seychelles que formen part de les Illes Exteriors. Està situat 770 quilòmetres (478 km) al sud-oest de la capital, Victoria, a Mahé.

## Història
L'atol va ser nomenat en honor de Robert Townsend Farquhar el 1824. Anteriorment els visitants el van anomenar pel nom de l'explorador portuguès João da Nova que va dirigir la tercera expedició portuguesa a l'Índia durant la qual va trobar Farquhar l'any 1504.
L'administració de l'atol va ser una zona grisa per molts anys, amb Maurici i Seychelles reclamant el dret a administrar-lo. El 1881 a les autoritats de les Seychelles van suggerir que Farquhar, juntament amb diverses altres illes exteriors, fos administrat des de Victòria a la Seychelles més que no pas des de Maurici. Hi havia objeccions, ja que els propietaris sovint tenien base o interessos a Maurici però després de considerables discussions els propietaris van perdre el seu cas i l'administració va passar de Maurici a Seychelles.
La pesca es va regular al nord de les illes el 1850
El 1960, el poble de l'extrem nord de l'Illa Sud va ser abandonat.
De 1965 a la independència de les illes Seychelles, l'any 1976, Farquhar fou part del Territori Britànic de l'Oceà Índic.
Va retornar a Seychelles el 1976. El 2004 es van rehabilitar el poble existent.
El 2014 la Societat de Conservació de les Illes va obrir un centre de conservació a l'Illa Nord.

## Geografia
L'atol està situat a 10° 10′ S, 51° 08′ E / 10.167°S,51.133°EE És la zona més meridional de les illes Seychelles.
La superfície total de l'atol, incloent-hi la gran llacuna de 170.5 quilòmetres quadrats (65.8 quilòmetres quadrats) és de 8.357 quilòmetres quadrats (3.2 quilòmetres quadrats).
Farquhar Atol és notable per les seves altes dunes de sorra, algunes de les quals arriben a més de 23 metres d'alçada.

### Llista d'illes
El principal grup d'illes formen una llarga corba que descriu la part més oriental de l'atol. Les més gran d'aquestes són North Farquhar i South Farquhar, amb les més petites illes Manaha entre ambdues. Més al sud hi ha Goëlettes. A l'extrem occidental de l'atol es troba l'illa de Sable, i prop un petit grup conegut com a Trois Iles (Tres Illes).
| Illes          | Nom            | tipus                                    | Situació | Àrea (hectàrees o Km2)                               | costa(km) | Llarg (km) | Ample (km) | elevació (m) |      |
| -------------- | -------------- | ---------------------------------------- | -------- | ---------------------------------------------------- | --------- | ---------- | ---------- | ------------ | ---- |
| 1              | North Farquhar | Île du Nord                              | island   | 10° 07′ 23″ S, 51° 10′ 38″ E / 10.12306°S,51.17722°E | 354.40    | 17.90      | 5.0        | 0.6          | 12.2 |
| 2              | South Farquhar | Île du Sud                               | island   | 10° 11′ 00″ S, 51° 09′ 50″ E / 10.18333°S,51.16389°E | 419.50    | 14.10      | 5.40       | 0.80         | 23   |
| 3              | North Manaha   | Île du Manaha Nord                       | island   | 10° 09′ 17″ S, 51° 10′ 35″ E / 10.15472°S,51.17639°E | 3.00      | 0.85       | 0.10       | 0.35         | 0.5  |
| 4              | Middle Manaha  | Île du Manaha Milieu                     | island   | 10° 09′ 23″ S, 51° 10′ 33″ E / 10.15639°S,51.17583°E | 7.90      | 1.15       | 0.21       | 0.45         | 0.5  |
| 5              | South Manaha   | Île du Manaha Sud                        | island   | 10° 09′ 32″ S, 51° 10′ 33″ E / 10.15889°S,51.17583°E | 4.20      | 1.05       | 0.43       | 0.12         | 0.5  |
| 6              | Goëlettes      | Goëlettes                                | island   | 10° 13′ 28″ S, 51° 07′ 45″ E / 10.22444°S,51.12917°E | 32.00     | 2.35       | 0.60       | 0.80         | 3    |
| 7              | Rabbit         | Île Lapin                                | Sand cay | 10° 08′ 57″ S, 51° 05′ 20″ E / 10.14917°S,51.08889°E | 0.80      | 0.50       | 0.25       | 0.05         | 0.00 |
| 8              | Sand Trois     | Banc de Trois Îles                       | sand cay | 10° 09′ 00″ S, 51° 05′ 06″ E / 10.15000°S,51.08500°E | 0.30      | 0.30       | 0.05       | 0.02         | 0.00 |
| 9              | Middle Trois   | Île de Milieu de Trois Îles              | sand cay | 10° 09′ 00″ S, 51° 04′ 41″ E / 10.15000°S,51.07806°E | 0.70      | 0.33       | 0.11       | 0.08         | 0.00 |
| 10             | Dépose         | Dépose                                   | sand cay | 10° 09′ 04″ S, 51° 04′ 17″ E / 10.15111°S,51.07139°E | 1.14      | 0.43       | 0.12       | 0.12         | 0.00 |
| 11             | Sable          | Grande Caye                              | island   | 10° 10′ 20″ S, 51° 02′ 28″ E / 10.17222°S,51.04111°E | 11.70     | 1.50       | 0.66       | 0.21         | 0.00 |
| Farquhar Atoll | Atoll          | 10° 07′ S, 51° 10′ E / 10.117°S,51.167°E | 835.70   | 23                                                   |           |            |            |              |      |

## Dades demogràfiques
Hi ha un petit poblat anomenat Grande Poste al nord de l'Illa, prop de Rocky Point.

## Administració
L'illa pertany al districte de les Illes Exteriors. En ser una illa amb una petita població, no hi ha cap edifici del govern o serveis. Per a molts serveis, la gent ha d'anar a Victòria, que és una tasca difícil.

## Transport
Nord Farquhar és travessada per un camp asfaltat de 1170 metres per l'aviació (codi OACI: FSFA) que es troba a prop de la punta nord-est. L'illa, a vegades, és atesa per aeronaus de la Companyia de Desenvolupament de les Illes (IDC) de Mahé.
Hi ha un embarcador al poblat.

## Economia
Els habitants de l'illa es dediquen a una escala molt petita a l'agricultura, ramaderia, pesca salada i processament de coco que inclouen la producció de copra, pounac i l'oli de coco.

## La flora i la fauna
Les illes de Farquhar (excepte el Nord, el Sud i l'Manahas) han estat designats com un Àrees importants per a la conservació de les aus (Important Bird Area). Goëlettes és la més interessant per a les aus amb una gran temporada colònia d'uns 300.000 parells de Xatrac fosc i al voltant de 10.000 parells de Nodi comú marró. En 2006, l'Illa de Conservació Societat registra un desconegudes colònia de xatracs negres de l'illa de Sable amb 15 parelles reproductores, la població més gran a una illa a la regió. Els xatracs negres també estan a Goëlettes.
Farquhar és també un important lloc de nidificació de les tortugues. Les enquestes dutes a terme en la dècada de 1980, quan les tortugues adultes van ser caçades intensament s'estimava en 425 nius de tortugues verdes femelles i 27 de tortugues carei cada any. Una enquesta duta a terme en l'exercici 2007 suggereix un augment de la nidificació en nombre gràcies a la situació protegida de les tortugues a les Seychelles des de l'any 1994. Una altra fauna d'interès inclou el cranc del coco i el gecko daurat.

## Turisme
Hi ha un petit refugi de l'illa. El 2017 el lodge la canviarà de mans cap a un nou propietari, que establirà un complex de vacances ecològic amb 30 habitacions, i algunes viles residencials.

## Galeria d'imatges

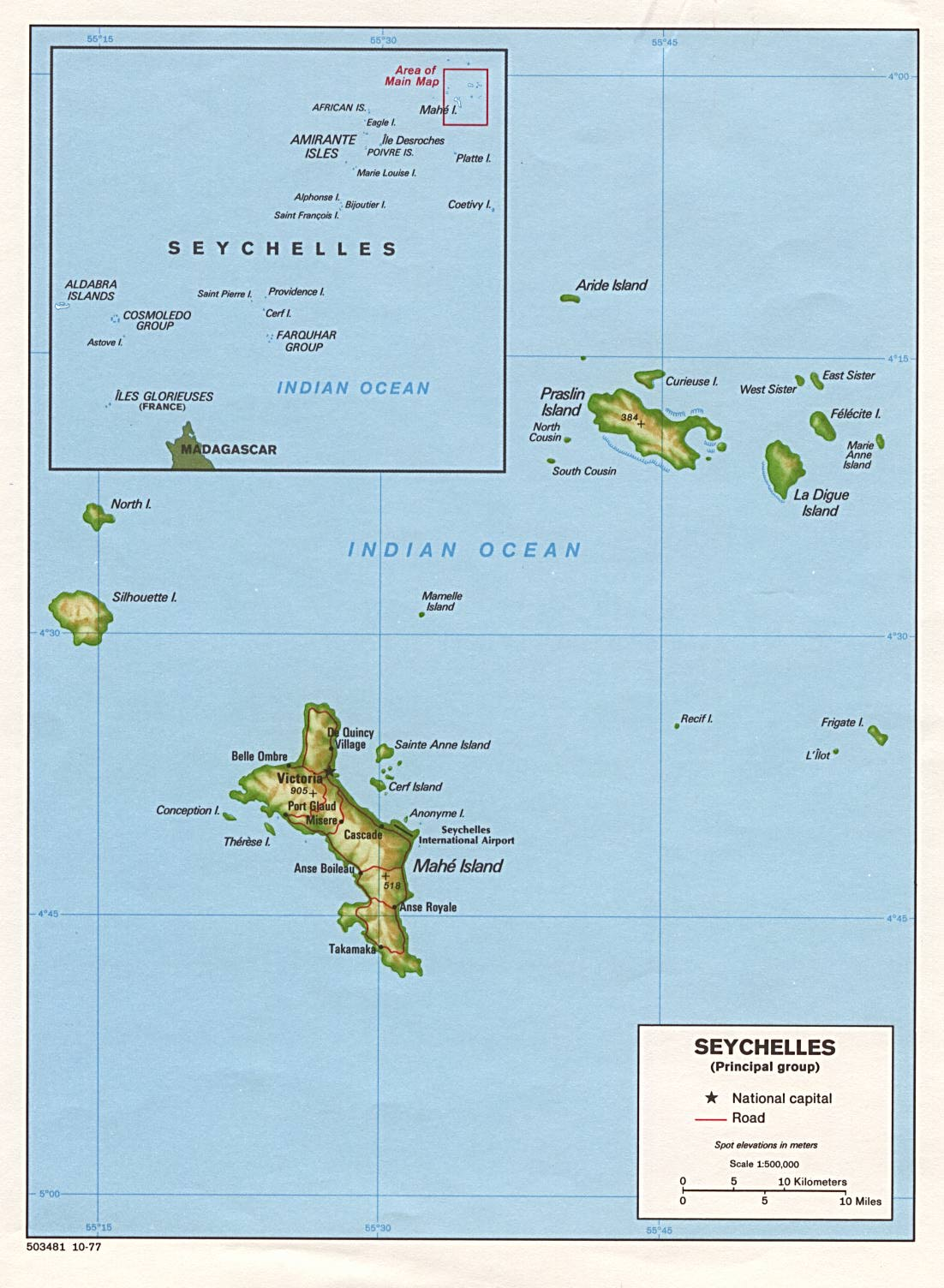
Mapa
Mapa del districte
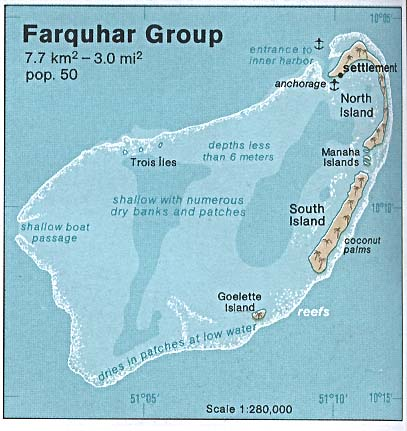
Mapa de l'atol Farquhar